# 剿捕檔
《剿捕檔》，清代军机处所立档册之一。
录存汇记有关历次镇压人民起义和少数民族用兵事件的上谕，并录有少量有关官员上报的奏折等项，对外国用兵事件，如第一次鸦片战争等，也有兼载。中国第一历史档案馆收藏有起自嘉庆元年（1796年）正月，止于光绪七年（1881年）五月。共有三百三十八册，是研究清代历史的珍贵史料。